# 日産プリンス長野販売
日産プリンス長野販売株式会社（にっさんプリンスながのはんばい）とは、長野県上田市に本社のある、日産自動車の販売代理店である。

## 沿革
- 1955年6月1日 - 日産プリンス長野販売設立

## 事業所
- 上田店/上田市材木町1-16-17
- しおだ野店/上田市福田下田11-1
- 千曲店/千曲市粟佐1236
- 小諸店/小諸市平原柏木原1003-1
- 佐久店/佐久市中込大塚3041
- 中御所店/長野市中御所4-7-19
- 北長野店/長野市三輪2-2-4
- 川中島店/長野市川中島町御厨865
- 南高田店/長野市高田1901-1
- 中野店/中野市江部家出280

### 長野県内の他日産車販売店
- 長野日産自動車
- 松本日産自動車
- 日産プリンス松本販売

### 関連会社
- 日産レンタカー長野
- 株式会社Mr.車man